# Regina Filipowska

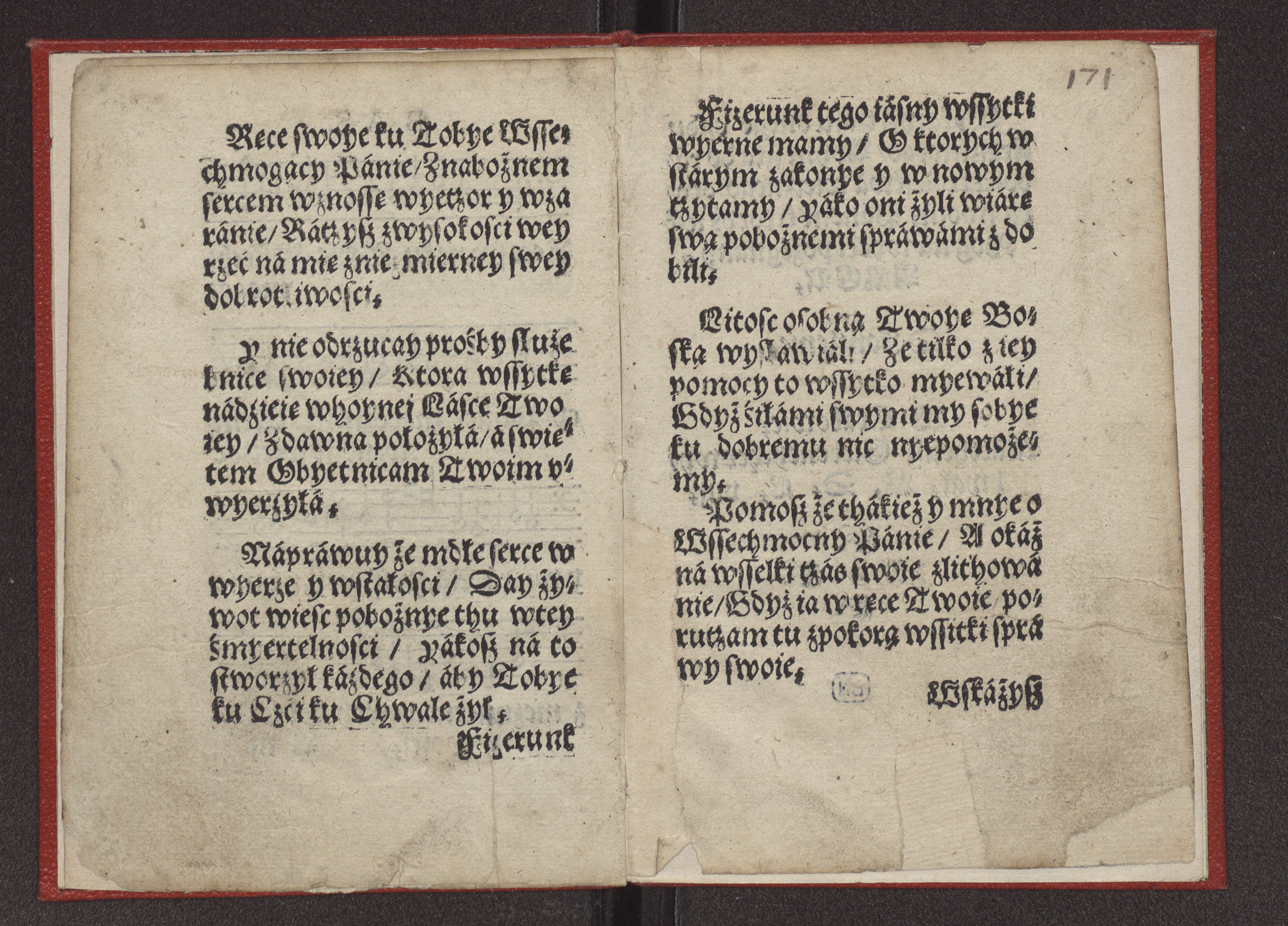
Pieśń Ręce swoje ku Tobie, wszechmogący Panie, wyd. 1558

Regina Filipowska (de domo Glińska, primo voto Niemsta Kula; ur. 1. połowa XVI w., zm. październik 1557) – polska poetka (wierszopis) epoki renesansu.

## Życiorys
Większość danych biograficznych dotyczących Reginy Filipowskiej znana jest jedynie pośrednio. Urodziła się w szlacheckiej rodzinie Glińskich, zamieszkałych w podkrakowskich Piotrkowicach. Była córką Mikołaja Glińskiego. Zimą roku 1538 wyszła za mąż za Jerzego Niemstę Kulę (herbu Jastrzębiec) z Krzcięcic. Po 11 latach pożycia, wiosną roku 1549, owdowiała. W roku 1550, dwukrotnie (17 marca i 15 kwietnia) stawała przed krakowskim sądem biskupim z powodu niepłacenia sum na altarię św. Klemensa w katedrze krakowskiej. Wkrótce potem (w okresie do roku 1550 do 1552) powtórnie wyszła za mąż, tym razem za Hieronima Filipowskiego. Drugi mąż był wybitnym zwolennikiem reformacji i organizatorem zborów małopolskich. Zmarła w październiku roku 1557.

## Twórczość literacka

### Utwory o autorstwie niepewnym
- Pieśń nabożna. Ręce swoje ku Tobie, wszechmogący Panie..., Kraków 1557, drukarnia: M. Siebeneicher[1]